# Észak-Macedónia hegyeinek listája

Észak-Macedónia domborzati térképe

Észak-Macedónia, hivatalos nevén Észak-macedón Köztársaság (macedón: Република Северна Македонија / Republika Szeverna Makedonija), egy Balkán-félszigeten fekvő, tengerparttal nem rendelkező állam. Az állam 25 713 km²-es területének nagy része hegyvidéki terület, amelyek a Dinári-hegységhez és a Szerb-macedón rögvidékhez tartoznak. A cikk Észak-Macedónia legmagasabb hegycsúcsait listázza, amelyek magassága meghaladja a 2000 métert.

## Áttekintés
Észak-Macedónia Jugoszlávia felbomlásával 1991-ben független állam lett. 1991-től 2019 őszéig a Macedón Köztársaság néven határozta meg magát, amit a görög kifogás miatt nemzetközileg Volt Jugoszláv Tagköztársaság Macedónia (angol rövidítése FYROM) nevet használták.
Az állam egy hegyekben gazdag ország, alapvetően 3 északról dél felé futó hegylánc található itt, amelyeket északról és délről is lezár egy-egy harántoló hegység. A legmagasabb csúcsok az ország nyugati felében találhatóak, a vonulatok átlagmagassága nyugatról kelet felé haladva csökken. Az észak-macedón és albán határövezetben emelkedő Korab hegység és a névadó csúcsa a legmagasabb egész Észak-Macedóniában, de nem sokkal marad el tőle az északabbra a koszovói határövezetben fekvő Šar-hegység. Ezen hegységek legmagasabb csúcsai a 2700 m-t is meghaladják, de tőlük keletre illetve délre is találhatóak komolyabb magashegységek, többek közt a Baba, a Nidže, illetve a Jakupica, melyek meghaladják a 2500 m-t, de például a Dešat, a Kožuf, valamint a Nidže is jóval 2000 m feletti csúcsokkal büszkélkedhetnek.

## A hegyek listája
| Kép | Sorszám | Név                 | Tengerszint feletti magasság | Hegység      | Körzet      | Legközelebbi város |
| --- | ------- | ------------------- | ---------------------------- | ------------ | ----------- | ------------------ |
|     | 1.      | Korab-hegy          | 2764 m                       | Korab        | Pologi      | Gosztivar          |
|     | 2.      | Titov Vrv           | 2748 m                       | Šar-hegység  | Pologi      | Tetovo             |
|     | 3.      | Peliszter           | 2601 m                       | Baba-hegység | Pelagonijai | Bitola             |
|     | 4.      | Crn Vrv/Maja e Zezë | 2585 m                       | Šar-hegység  | Pologi      | Tetovo             |
|     | 5.      | Solunska Glava      | 2540 m                       | Jakupica     | Szkopjei    | Velesz             |
|     | 6.      | Kajmakčalan         | 2528 m                       | Nidže        | Pelagonijai | Bitola             |
|     | 7.      | Piribeg/Piribreg    | 2524 m                       | Šar-hegység  | Pologi      | Tetovo             |
|     | 8.      | Ljuboten            | 2498 m                       | Šar-hegység  | Pologi      | Tetovo             |
|     | 9.      | Velivar             | 2375 m                       | Dešat        | Pologi      | Debar              |
|     | 10.     | Stogovo/Stogova     | 2318 m                       | Stogovo      | Délnyugati  | Debar              |
|     | 11.     | Crn Kamen/Guri i Zi | 2257 m                       | Jablanica    | Délnyugati  | Sztruga            |
|     | 12.     | Magaro              | 2255 m                       | Galicsica    | Délnyugati  | Ohrid              |
|     | 13.     | Ruen                | 2251 m                       | Osogowo      | Északkeleti | Kriva Palanka      |
|     | 14.     | Kožuf               | 2171 m                       | Kožuf        | Vardari     | Gevgelija          |
|     | 15.     | Medenica            | 2163 m                       | Bistra       | Pologi      | Gosztivar          |
|     | 16.     | Dobra Voda          | 2062 m                       | Celojca      | Délnyugati  | Gosztivar          |

## Átdolgozandó lista

#### A hegyei felsorolva

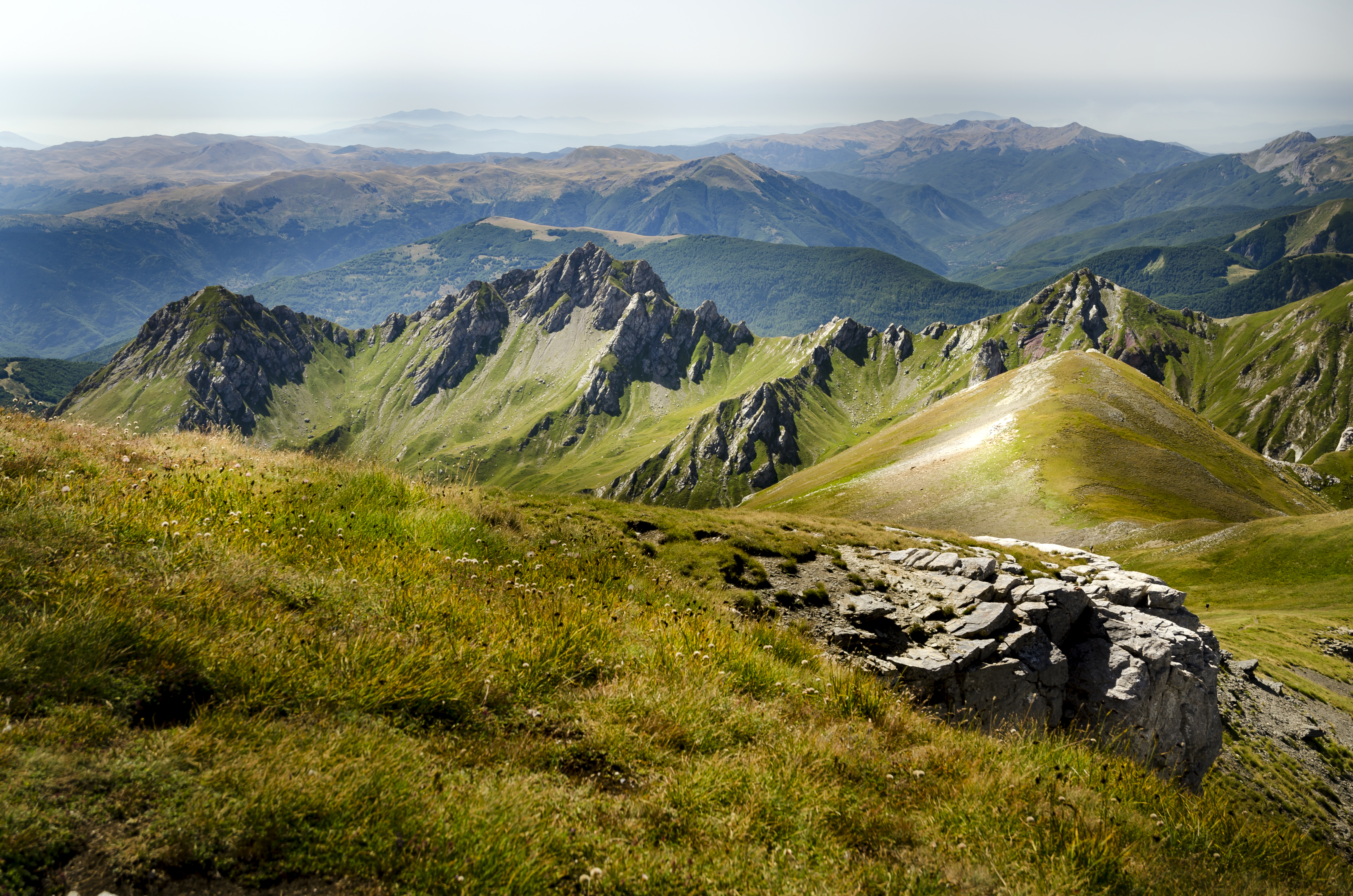
Észak-Macedónia legmagasabb hegye: a Korab

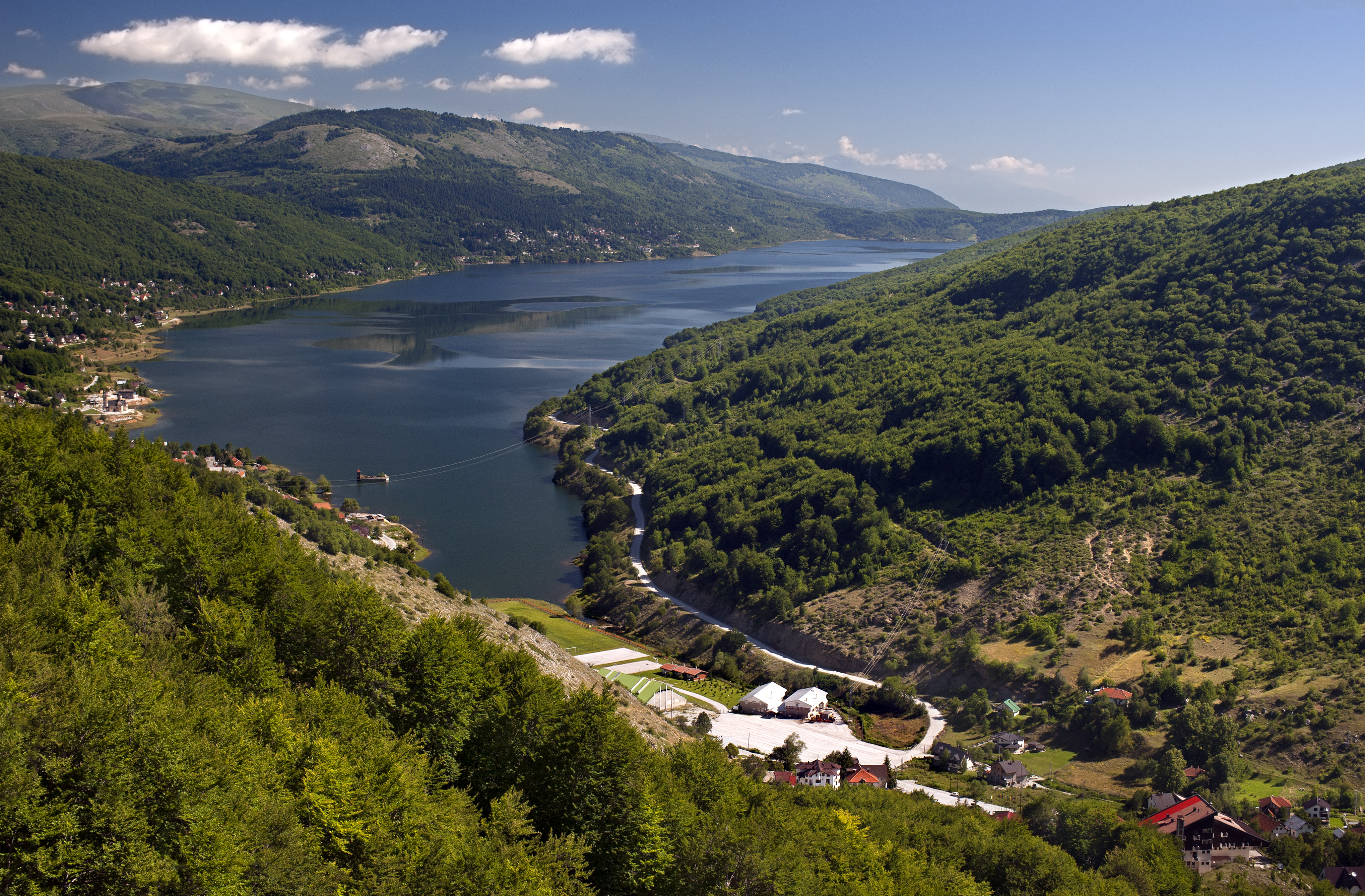
A Bisztra és Csausica hegység ölelésében a Mavrovói-tó és üdülő

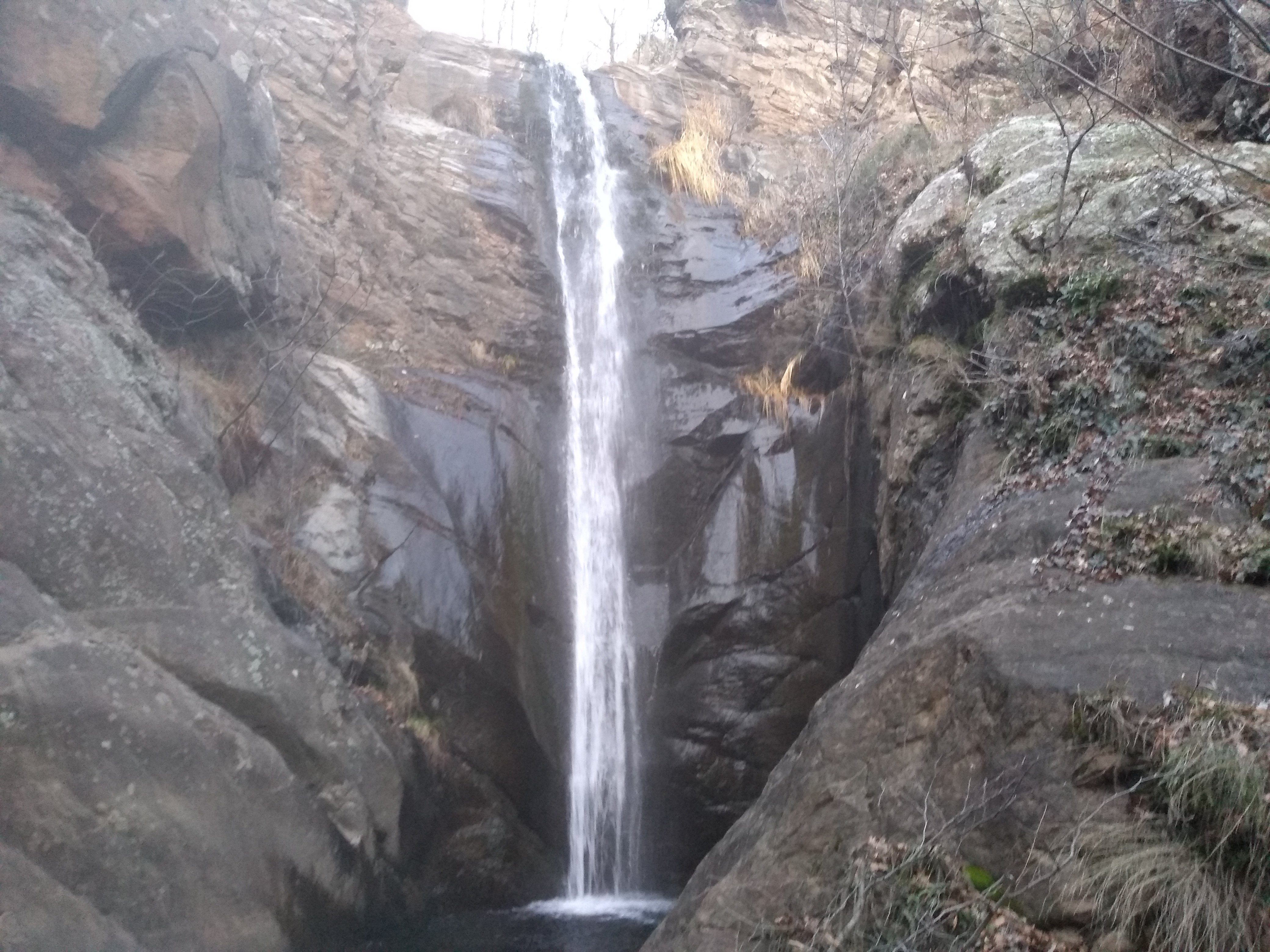
Az Ördög-vízesés a Belasica hegységben

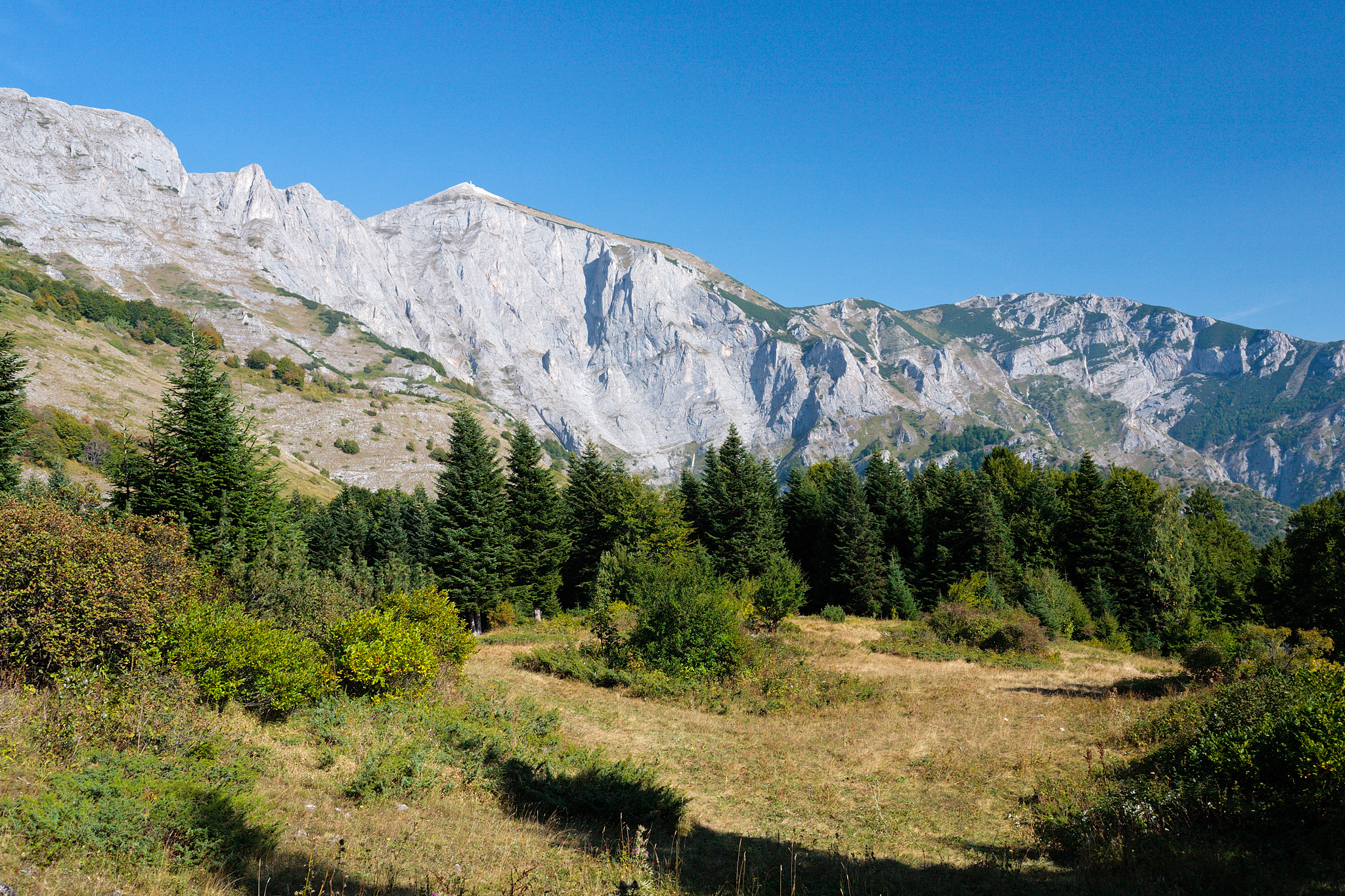
A Karadzsica legmagasabb csúcsa a Szolunszka Glava

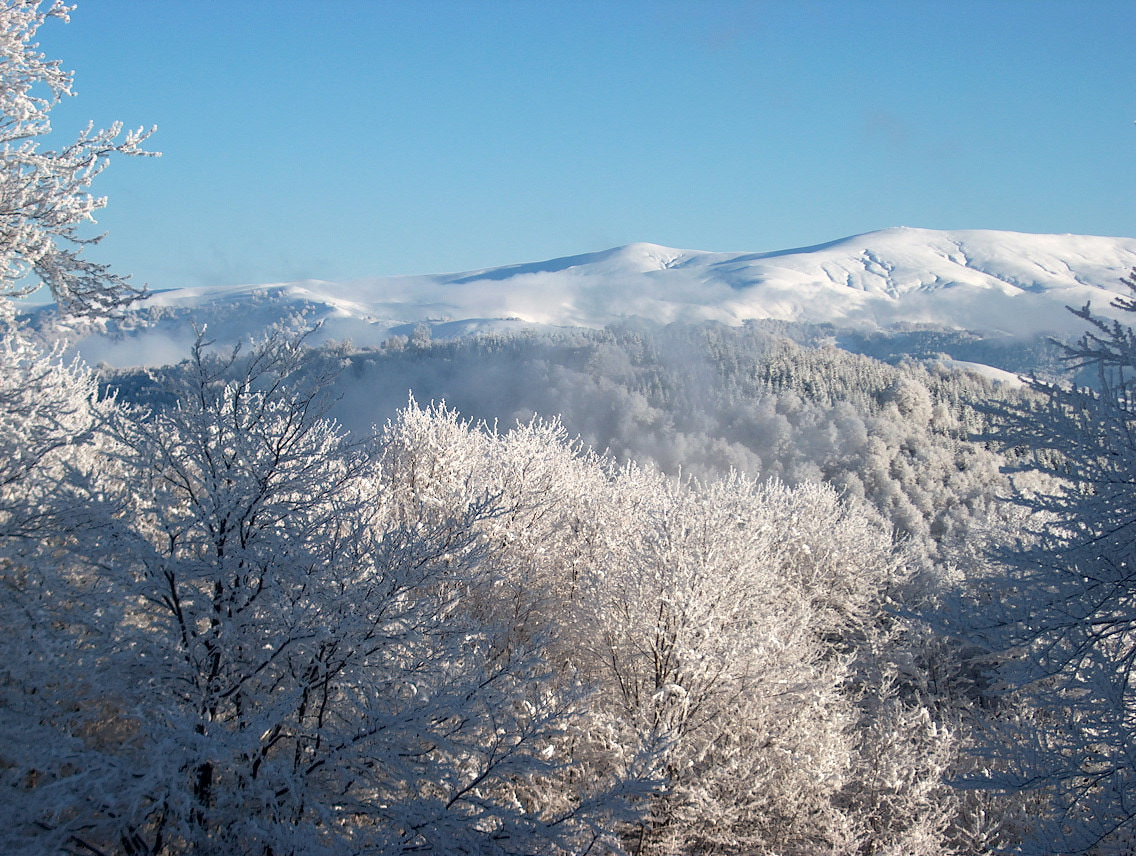
A Cár-csúcs az Oszogovó hegységben

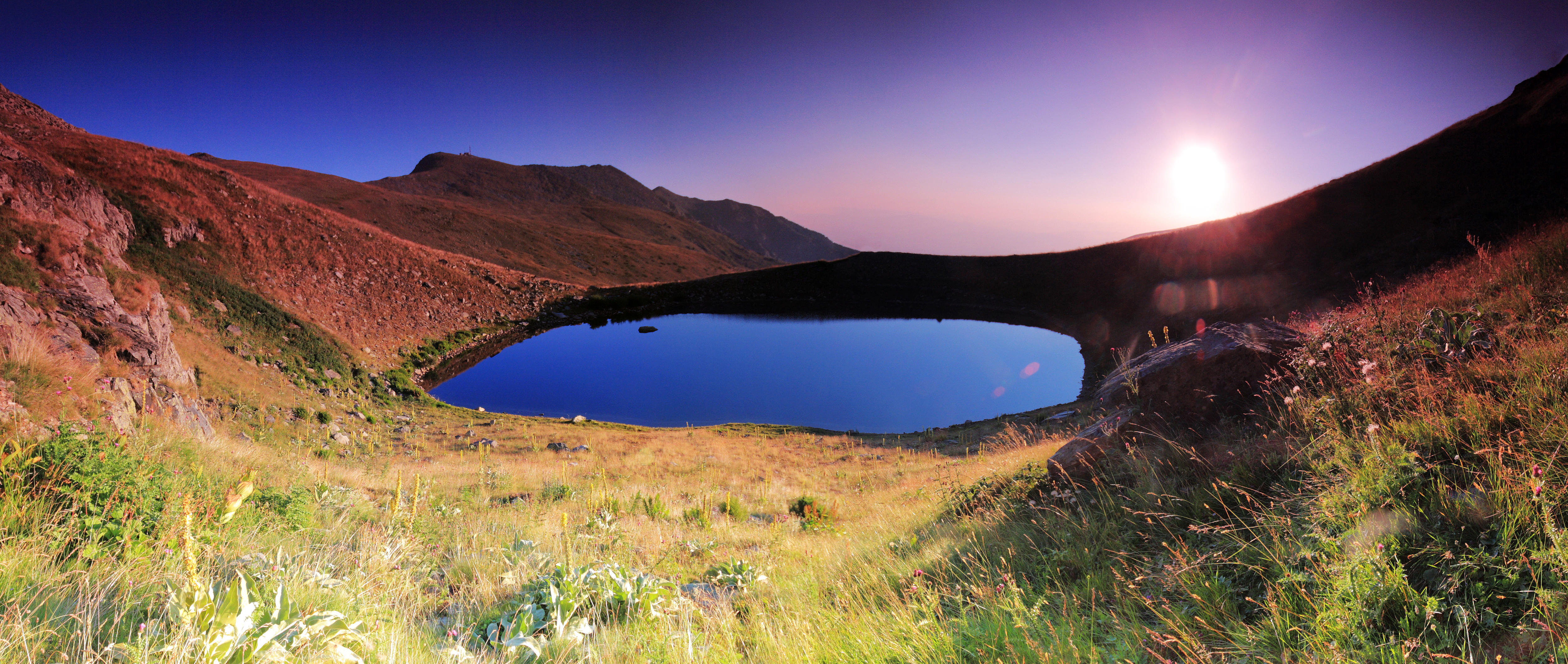
A Baba kisebbik alpesi tava, magassága kb. 2200 m.

Šar-hegység
Koráb
Nicspurszka planina
Reka
Csausica

Bistra
Stogovo-Karaorman
Zseden
Suva Gora Ivanja
Cseloica
Kicsevói hegység
Karadzsica
Dautica
Golesnica
Jakupica/Mokra
Babuna
Klepa
Skopska Crna Gora
Kozják
Bilino
Germán
Osogovska plánina
Mangovica
Gradistanska Planina
Placskovica
Malesevska Planina
Ograzsden
Konecská Plániná
Grádeská Plániná
Belasica
Obozná Plánina-Golák

Vláiná
Ilinska Planina
Mazatar
Desát
Galicsica
Jablanica
Baba/Peliszter hegység
Szelecska Planina
Kozják hegység
Nidzse hegység
Kozsuf hegység

## Fordítás
- Ez a szócikk részben vagy egészben  a   Liste der höchsten Berge in Nordmazedonien című német Wikipédia-szócikk ezen változatának fordításán alapul.  Az eredeti cikk szerkesztőit annak laptörténete sorolja fel. Ez a jelzés csupán a megfogalmazás eredetét és a szerzői jogokat jelzi, nem szolgál a cikkben szereplő információk forrásmegjelöléseként.

A hegyek listája nem fordítás, hanem a szerző saját munkája, 6 évi ott lakás és bejárás eredménye.